# Yingluck Shinawatra
Yingluck Shinawatra (en tailandès: ยิ่งลักษณ์ ชินวัตร) (San Kamphaeng, 21 de juny de 1967) és una política tailandesa. Ex-empresària, va ser la primera ministra Tailandesa a partir del 5 d'agost de 2011. El 7 de maig de 2014 va ser destituïda per ordre del Tribunal Constitucional de Tailàndia per un delicte d'abús de poder.

## Biografia
Nascuda a Chiang Mai dins una família benestant d'origen xinès, Yingluck Shinawatra és la petita de nou fills. El pare és Lert Shinawatra i la mare Yindee Ramingwong. És coneguda amb el sobrenom de Pu (en tailandès: ปู), que vol dir cranc. Es va criar a Chiang Mai, on va estudiar primer en una escola de nenes, Regina Coeli College, i més tard a una mixta, Yupparaj College. És llicenciada en Ciències Polítiques i Administració Pública per la Universitat de Chiang Mai i Màster en Administració per la Universitat de Kentucky.
Va ser directiva de l'empresa Shin Corporation fundada pel seu germà Thaksin Shinawatra; més tard va ser presidenta de la promotora immobiliària SC Asset, i directora gerent de Advanced Info Service. Mentrestant, el seu germà Thaksin va convertir-se en Primer Ministre, tot seguit va ser enderrocat per un cop d'estat militar, i va marxar en exili voluntari després que un tribunal el va condemnar per abús de poder i corrupció.

### Primera ministra
Al maig de 2011 el Partit Pheu Thai, estretament lligat a Thaksin Shinawatra, va anomenar a Yingluck com a candidata per a Primer Ministre a les eleccions generals de 2011. La seva campanya es va centrar en una plataforma per la reconciliació nacional, l'erradicació de la pobresa i la reducció de l'impost de societats, però l'aleshores partit al govern Partit Demòcrata va declarar que ella actuaria seguint els interessos del seu germà a l'exili. El partit Pheu Thai va aconseguir una victòria aclaparadora, obtenint 265 escons dels 500 que té la Cambra de Representants de Tailàndia, i va guanyar l'aleshores primer ministre, Somchai Wongsawat, que només en va aconseguir 159 per al Partit Demòcrata. Va ser la segona vegada en la història política tailandesa on un sol partit aconseguia majoria parlamentària. L'anterior cop havia estat el partit del seu germà, el partit Thai Rak Thai.
El novembre del 2013 grans manifestacions es van iniciar i com a resultat de les protestes al carrer, el parlament es dissol i es convoquen noves eleccions per al 2 de febrer del 2014. S'esperava una victòria de Shinawatra, però les eleccions són declarades inconstitucionals arrel dels disturbis perpetrats pels anti-govern durant la campanya electoral. Noves eleccions són llavors convocades per al mes de juliol però el Tribunal Cort Constitucional el 17 de maig del 2014 va declarar la dissolució del govern acusat d'abús de poder El 20 de maig del 2014, les forces armades anunciaren la Llei marcial sobre tot el territori nacional i el general Prayut Chan-o-cha va prendre el poder el 22 de maig.